# Ludwig VII. (Bayern)

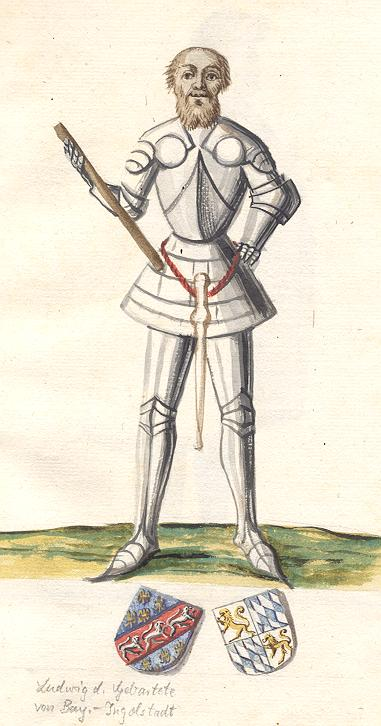
Ludwig VII. (Aquarell von Christian Hörmann von Guttenberg, um 1750)

Ludwig VII. von Bayern (* wohl 1368; † 1. Mai 1447 in Burghausen) war von 1413 bis zu seinem Tod Herzog von Bayern-Ingolstadt. Er wurde „der Bärtige“ oder Ludwig der Gebartete genannt, da er nach der französischen Mode seiner Zeit einen Bart trug.
Ludwig war der Sohn seines Vorgängers Stephan III., mit dem er die Wahl seines Verwandten Ruprecht von der Pfalz zum König des Heiligen Römischen Reichs betrieb. Er hielt sich viele Jahre in Frankreich auf. Da sein Schwager König Karl VI. wegen einer Geisteskrankheit weitgehend regierungsunfähig war, war Ludwig de facto Regent Frankreichs. Als Enkel Bernabò Viscontis engagierte er sich auch in der Italienpolitik. Ludwig förderte die Künste und ließ das Neue Schloss in Ingolstadt errichten. Sein Streit mit Heinrich XVI. von Bayern-Landshut zog sich über Jahrzehnte hin und endete mit der Inhaftierung Ludwigs in Burghausen, wo er schließlich starb.

## Zeitgeschichtlicher Hintergrund

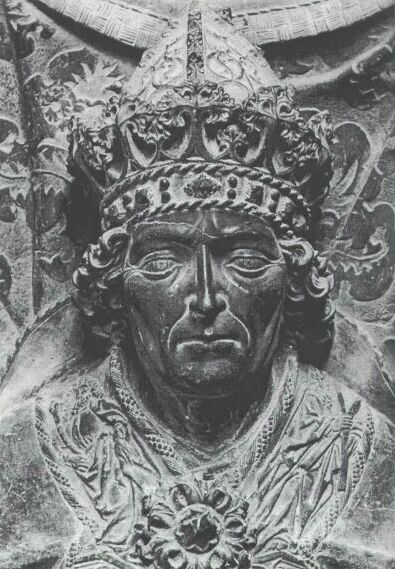
Kaiser Ludwig IV. war Ludwigs Urgroßvater (Grabplatte in der Münchner Frauenkirche).

Mit Ludwigs Urgroßvater Ludwig IV. hatten die Wittelsbacher 1314 erstmals den römisch-deutschen König gestellt. Nach dessen Tod wurde Bayern unter seinen sechs Söhnen aufgeteilt. Stephan II. erhielt 1353 das Herzogtum Bayern-Landshut, das nach seinem Tod 1375 wiederum unter seinen Söhnen aufgeteilt wurde. Stephan III., der Vater Ludwigs VII., erhielt Bayern-Ingolstadt, das aus mehreren voneinander getrennten Teilen bestand: dem Gebiet um die Residenzstadt Ingolstadt, einem südlichen Teil, der von Wasserburg über Kufstein nach Kitzbühel reichte, und Streubesitz in der heutigen Oberpfalz. Der ungünstige Zuschnitt des neuen Herzogtums sollte noch für einigen Streit mit den Landshuter Vettern sorgen.
Nach dem Tod Ludwigs IV. verstärkten die Wittelsbacher ihr Engagement in Norditalien durch Heiratsbündnisse mit Bernabò Visconti, dem Herrn von Mailand. Auch Stephan III. heiratete eine Tochter Viscontis und ging nach dessen Tod wie später sein Sohn gegen Viscontis Mörder Gian Galeazzo vor. Die bayerischen Herzöge engagierten sich aber auch in Frankreich, wo Heiratsbündnisse ebenfalls das gewählte Mittel waren. Von entscheidender Bedeutung ist dabei das Jahr 1385, in dem die Doppelhochzeit von Cambrai das Bündnis zwischen Straubing-Holland und Burgund besiegelte und Isabeau, die Schwester Ludwigs VII., den jungen König Karl VI. von Frankreich heiratete. Ihr Bruder sollte deshalb in den nächsten Jahrzehnten immer wieder nach Frankreich reisen.
Das Todesjahr Ludwigs IV., 1347, stellt einen Einschnitt in der Geschichte Europas dar. Der Schwarze Tod, eine Pestepidemie ungeahnten Ausmaßes, verbreitete sich auf dem ganzen Kontinent und ließ dessen Bevölkerung rapide schrumpfen. Der Bevölkerungsrückgang hielt über ein Jahrhundert lang an und kam erst in der Zeit nach dem Tod Ludwigs VII. zum Stillstand. Zu den verheerenden ökonomischen und demografischen Auswirkungen der Pest trat der 1337 ausgebrochene Hundertjährige Krieg zwischen England und Frankreich. Auch der Einfluss der Kirche, die sich 1378 für vier Jahrzehnte spaltete, ging zurück. Wegen dieser Entwicklung spricht man für die Zeit, in die Ludwig VII. geboren wurde, auch von der Krise des Spätmittelalters.

## Leben

### Frühe Jahre

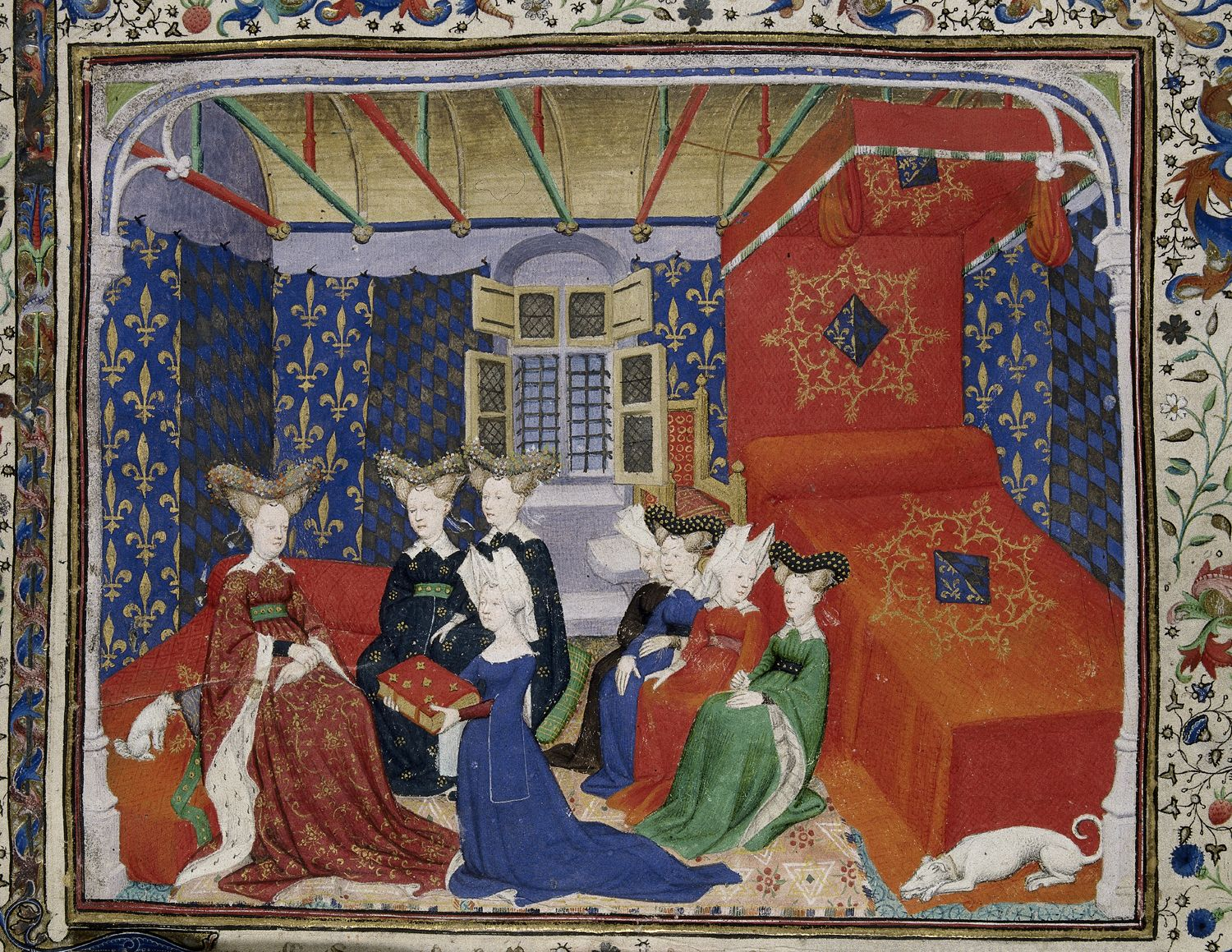
Ludwigs jüngere Schwester Isabeau (hier dargestellt mit Christine de Pizan) war Königin von Frankreich.

Ludwig wurde wohl 1368 als Sohn Herzog Stephans III. und der mailändischen Adligen Taddea Visconti geboren. Seine Mutter starb, als Ludwig dreizehn Jahre alt war, seine jüngere Schwester Isabeau heiratete 1385 in Amiens den französischen König Karl VI. Ob Ludwig an der Hochzeit seiner Schwester teilnahm, ist nicht bekannt, er verbrachte aber zwischen 1391 und 1415 viele Jahre in Frankreich. Erste militärische Erfahrungen sammelte er 1388 im Städtekrieg zwischen den bayerischen Herzögen und dem Schwäbischen Städtebund. Im September 1388 nahm er an der Belagerung von Donaustauf teil.

### Gesandter des Papstes
Ende 1391 besuchte Ludwig im Auftrag des römischen Papstes Bonifatius IX. zum ersten Mal den französischen Hof. Dieser hatte Ludwig und seinen Vater bei einer Italienreise beauftragt, sich im Heiligen Römischen Reich und in Frankreich für das römische Papsttum einzusetzen. Ludwig wurde freundlich aufgenommen, sein Schwager Karl VI. ließ zu seinen Ehren für sich selbst und einige Höflinge Kleidung im deutschen Stil anfertigen und gewährte ihm eine Pension in Höhe von 5.000 Francs.

### Rückkehr nach Bayern

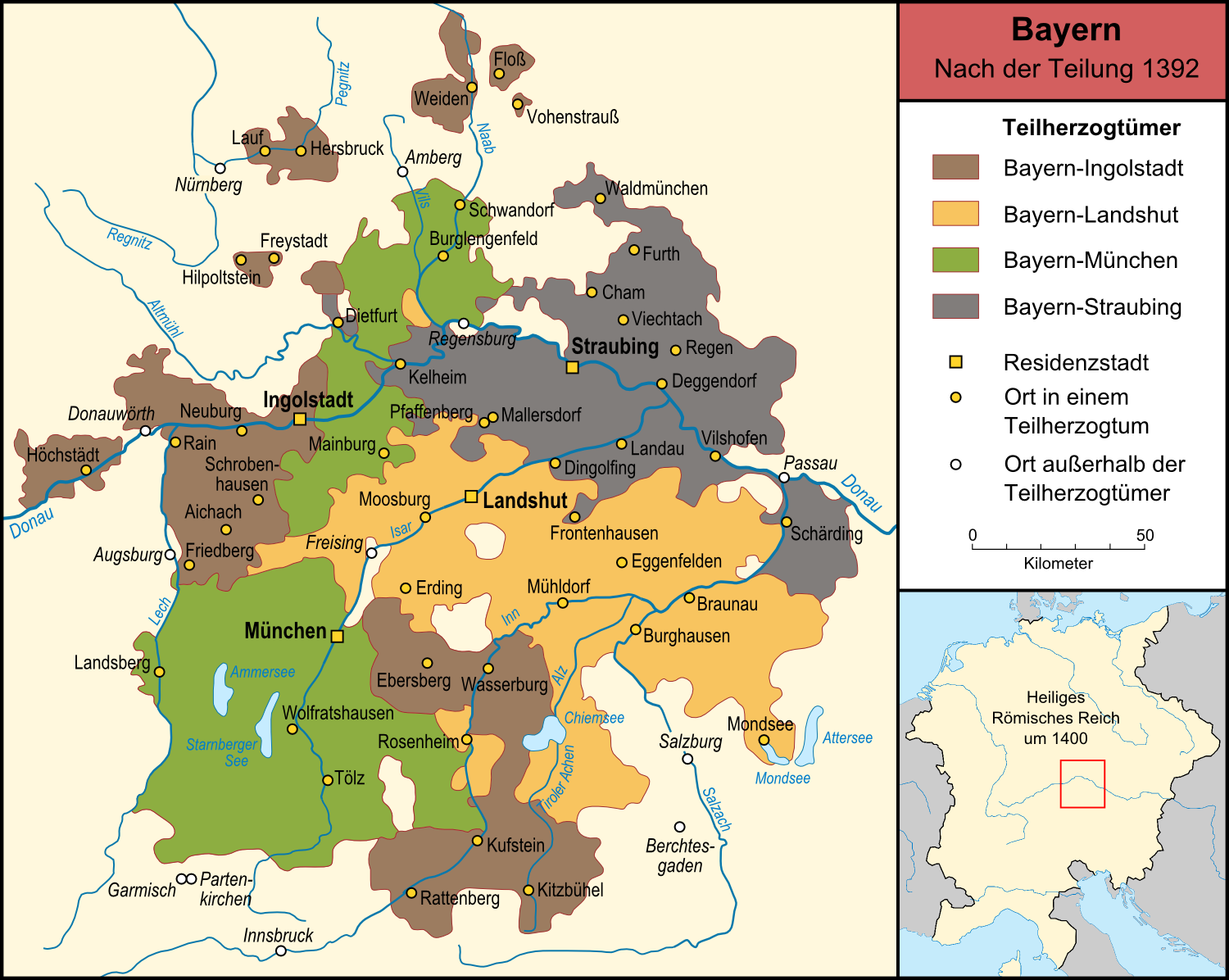
Die vier bayerischen Teilherzogtümer nach der Landesteilung von 1392

1393 kehrte Ludwig nach Bayern zurück, um seinen Vater im Konflikt mit den anderen wittelsbachischen Herzögen zu unterstützen, die sich im Vertrag zu München gegen ihn verbündet hatten. Stein des Anstoßes war die von Stephans Bruder Johann II. und dessen Sohn Ernst erwirkte bayerische Landesteilung von 1392, bei der sich die Ingolstädter übervorteilt sahen. Ein drohender Krieg wurde jedoch durch den plötzlichen Tod des Landshuter Herzogs Friedrich Ende 1393 vorerst verhindert.
Ludwigs Vater Stephan und Johann übernahmen nun gemeinsam die Vormundschaft für Friedrichs minderjährigen Sohn Heinrich XVI. Die Konflikte zwischen München und Ingolstadt brachen jedoch bald wieder auf, da beide Seiten versuchten, ihren Einfluss im reichen Niederbayern auszuweiten. Eine Aufteilung Bayern-Landshuts wurde jedoch durch die Landstände verhindert, die geschlossen ihrem jungen Herzog huldigten.
Stephan und Johann einigten sich am 8. Mai 1394 darauf, in Zukunft im Wechsel jeweils zwei Jahre lang als Vormund Heinrichs zu fungieren. Während sich Stephan danach um die Freilassung des am selben Tag in Gefangenschaft geratenen Königs Wenzel bemühte, bereitete sich Johann weiter auf einen Krieg mit Ingolstadt vor. Noch im Mai verständigte er sich mit den österreichischen Herzögen Albrecht und Wilhelm, am 6. Juni schloss er einen Vertrag mit Berthold Wähinger, dem Bischof von Freising, der zugleich österreichischer Kanzler war.
Ludwig VII. wollte den Münchener Kriegsvorbereitungen mit einem Überfall auf Freising an Weihnachten 1394 zuvorkommen. Als er am Dreikönigstag 1395 auch Neuburg an der Donau eroberte und plünderte, griff Johann mit seinen beiden Söhnen Aichach, Friedberg und Markt Schwaben an. Die Auseinandersetzungen, die als Erster Bayerischer Hauskrieg bezeichnet werden, zogen sich bis Lichtmess hin, endeten jedoch ohne eindeutiges Ergebnis.

### Königsmacher im Reich

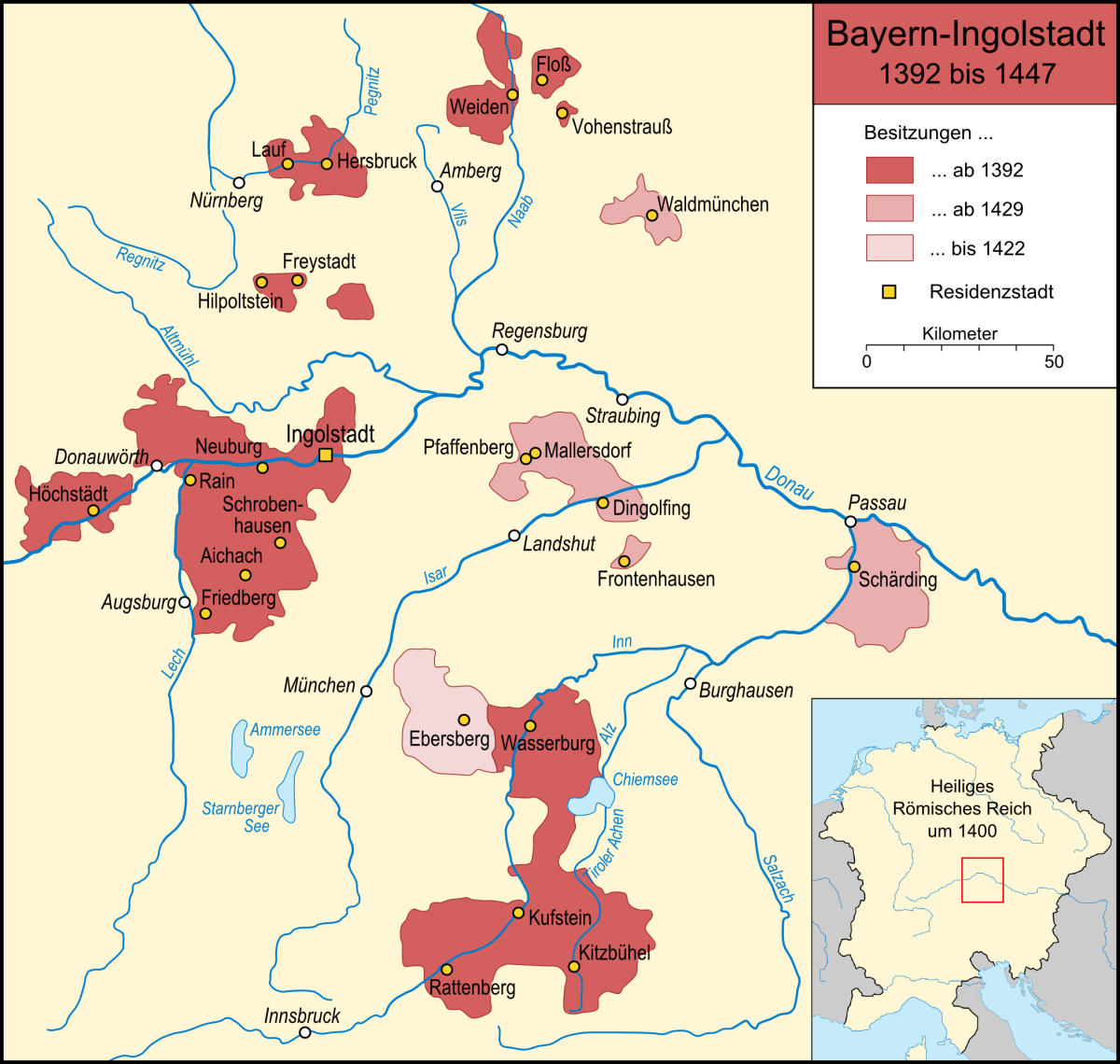
Die territoriale Entwicklung des Teilherzogtums Bayern-Ingolstadt

Stephan III. versöhnte sich im Herbst 1395 mit seinem Bruder. Heinrichs Mutter konnte Stephans Sohn Ludwig durch die Zahlung von 10.000 Gulden zum Stillhalten bewegen. Als dieser sich auch mit Ernst von Bayern-München geeinigt hatte, beruhigte sich die Lage in Bayern wieder. Vater und Sohn hatten aber bereits neue Pläne: Sie betrieben gemeinsam mit einigen anderen Fürsten den Sturz König Wenzels und nahmen am 1. Februar 1400 in Frankfurt an einem Geheimtreffen teil, auf dem die Wahl eines neuen Königs beschlossen wurde.
In Stephans Beisein wurde im August 1400 in Lahnstein die Absetzung Wenzels und die Einsetzung des Wittelsbachers Ruprecht von der Pfalz verkündet. Dieser konnte sich nicht zuletzt dank der Unterstützung der beiden Ingolstädter gegen Wenzel durchsetzen. Während Stephan III. in Frankreich mit Hilfe seiner Tochter Isabeau deren Ehemann Karl VI. dazu bewog, Ruprecht als König anzuerkennen, übertrug er seinem Sohn, der mittlerweile mit seiner Favoritin selbst einen Sohn hatte, die Verwaltung des Herzogtums.
Ludwig widmete sich nun wieder verstärkt der wittelsbachischen Italienpolitik, die ihn bereits 1390/91 nach Italien geführt hatte. Der Versuch eines Heiratsbündnisses mit dem Königreich Neapel war damals jedoch gescheitert. Auch der Zug in die Lombardei, den Ludwig gemeinsam mit seinem Verwandten, dem römisch-deutschen König Ruprecht, plante, stand unter keinem guten Stern. Herzog Gian Galeazzo Visconti von Mailand, mit dem Ludwig über seine Mutter ebenfalls verwandt war, schlug Ruprecht 1402. Ludwig machte sich nun erneut auf den Weg nach Frankreich, um mit Karl VI. ein Bündnis gegen Mailand zu schließen. Der plötzliche Tod Gian Galeazzos bei der Belagerung von Florenz machte den Zweck der Reise jedoch hinfällig.

### Aufstieg zum Regenten in Frankreich

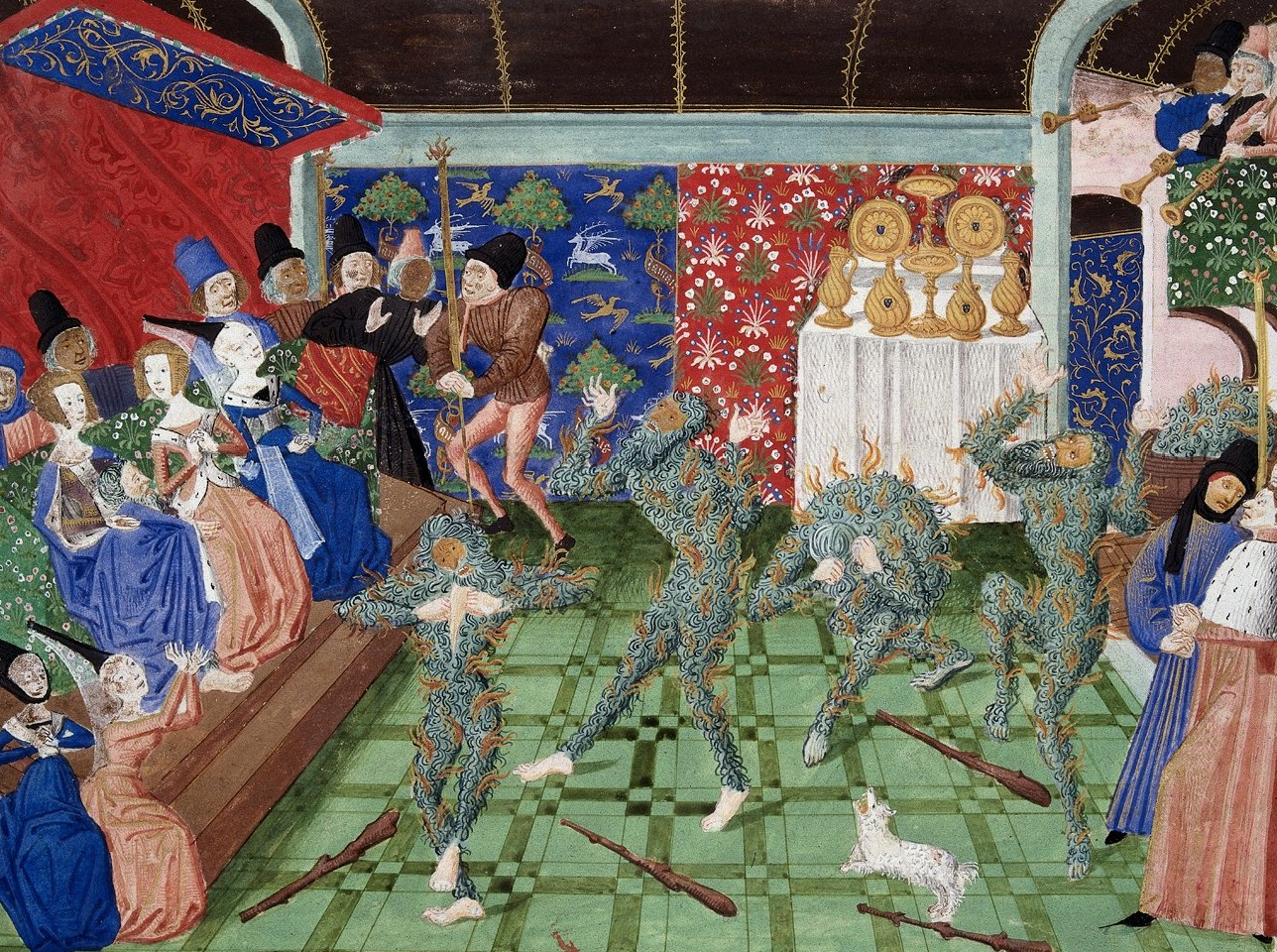
Da König Karl VI. seit dem Bal des Ardents (Darstellung aus der Chronik des Jean Froissart) regierungsunfähig war, gewann Ludwig mehr und mehr Macht in Frankreich.

Ludwig nutzte jedoch den Aufenthalt in Frankreich, um Anna von Bourbon zu heiraten, eine Hofdame seiner Schwester, die eng mit dem Königshaus verwandt war. Anna gebar Ludwig zwei Söhne, von denen aber nur der ältere, der wie sein Vater Ludwig hieß, das Erwachsenenalter erreichte. Die Heirat erwies sich insbesondere in finanzieller Hinsicht als günstig: Annas Mitgift betrug stolze 130.000 Francs. Ludwig erhielt außerdem eine halbe französische Grafschaft und eine Pension in Höhe von 12.000 Francs. Seine Einkünfte entsprachen damit denen eines Neffen des Königs.
Der geschäftstüchtige Ludwig achtete genau darauf, die ihm zustehenden Gelder auch tatsächlich zu erhalten, und nahm Teile des Kronschatzes als Pfand, wenn der französische König nicht über genug Barmittel verfügte. Während in Frankreich der Eindruck entstand, Isabeau plündere den Staatsschatz für ihre deutschen Verwandten, konnte ihr Bruder einige wertvolle Kunstwerke nach Bayern schaffen. Seine Gläubiger bezahlte er mit Anweisungen auf Pariser Banken.
Etwa die Hälfte seiner Einnahmen schickte Ludwig nach Bayern, wo sein Vater auch nach der Bestätigung der Landesteilung von 1392 im Winter 1402/03 mit den jungen Herzögen von Bayern-München, Ernst und Wilhelm III., und Heinrich XVI. von Bayern-Landshut im Streit lag. So konnten die Ingolstädter verpfändete Städte auslösen, ihre Schulden tilgen und sogar einige neue Orte hinzugewinnen.
Ludwig selbst blieb allerdings die meiste Zeit in Frankreich, wo er nach der Ermordung Ludwigs von Orléans, des Bruders des Königs, im November 1407 mehr und mehr an Einfluss gewann. Er leitete die Hofhaltung des Thronfolgers, begleitete den Hof auf allen Reisen und konnte schließlich das Hôtel du Porc-Epic in unmittelbarer Nähe der königlichen Residenz erwerben. Da Karl VI. wegen einer Geisteskrankheit faktisch regierungsunfähig war, entsprach Ludwigs Position der eines Regenten Frankreichs.

### Streit mit den bayerischen Vettern

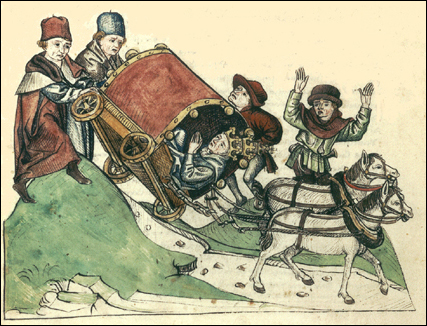
Ludwig legte bei Papst Johannes XXIII. Revision ein. Dieser wurde 1415 auf der Flucht vom Konzil von Konstanz gefangen genommen und abgesetzt (aus der Richental-Chronik, um 1460/65).

Den ganzen Winter 1402/03 über erhielt Ludwig Briefe von der Stadt München, die ihn im Zuge der Münchner Unruhen um Hilfe gegen die Herzöge Ernst und Wilhelm III. bat, die nach der Einigung mit seinem Vater Stephan III. wieder dorthin zurückkehren wollten. Als er Mitte März erfuhr, dass die Stadt bereits belagert wurde, kehrte er unverzüglich nach Bayern zurück. Ludwig versuchte, die Übergabe Münchens an seine Vettern am Verhandlungstisch zu verhindern, musste aber am 31. Mai deren Herrschaft über die Stadt anerkennen. Er machte sich nun auf den Weg an den Rhein, wo er an der Beilegung der Streitigkeiten zwischen König Ruprecht und dem Erzbischof von Mainz mitwirkte. Erst im Juli konnte er sich endlich wieder um seine eigenen Gebiete im Herzogtum Bayern-Ingolstadt kümmern.
Ludwig erkannte, dass der aufwendige Lebensstil seines Vaters das junge Herzogtum in die Verschuldung getrieben hatte. Er forderte deshalb die geistlichen und weltlichen Herren in der Umgebung auf, diesem kein Geld mehr zu leihen. Die wütenden Proteste Stephans III. nahm er in Kauf. Ludwig fand während seines kurzen Aufenthalts in Bayern 1403/04 aber auch die Zeit dafür, seinen Vetter Heinrich zu verklagen. Unterstützung fand er dafür bei seinem Vetter Johann III., dem Fürstelekten von Lüttich und späteren Herzog von Straubing-Holland. Ludwig forderte von Heinrich eine Entschädigung für die Benachteiligung des Ingolstädter Herzogtums in der kurz zuvor bestätigten Landesteilung.
Als der als Richter eingesetzte Ernst von Bayern-München 1406 die Forderung zurückwies, ging Ludwig in Revision. Er wandte sich 1407 an König Ruprecht, 1409 an den römischen Papst Gregor XII. und insgesamt viermal an den pisanischen Papst Johannes XXIII. Er beugte sich zwar dem Freisinger Schiedsspruch von 1410, der Heinrichs Rechte als Herzog von Bayern-Landshut bestätigte, versuchte aber, diesen durch ein Bündnis mit Ernst und Wilhelm zu isolieren. Er drängte die beiden jedoch zu weitreichenden Zugeständnissen, worauf sie sich stattdessen auf die Seite seines Gegners Heinrich schlugen.

### Letzter Aufenthalt in Frankreich

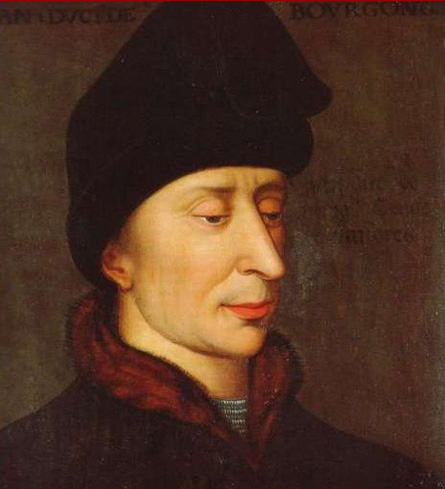
Ludwigs Zusammenarbeit mit Johann von Burgund scheiterte (nach Rogier van der Weyden, Palais des Beaux-Arts de Lille).

In Frankreich wandte sich Ludwig währenddessen dem einflussreichen Herzog von Burgund, Johann Ohnefurcht, zu, der mit einer Prinzessin aus der Linie Straubing-Holland verheiratet war. Gemeinsam schlugen sie 1408 in der Schlacht von Othée die Erhebung der Lütticher Bürger gegen den Wittelsbacher Fürstelekten Johann nieder. Die politische Zusammenarbeit der beiden gestaltete sich zunächst recht positiv, kam aber ab 1412 durch populistische Reformforderungen Johanns völlig zum Erliegen. Johann forderte niedrigere Steuern und weniger höfischen Luxus, Ludwig lehnte dies ab und zog sich so den Zorn der Pariser Gewerbetreibenden zu.
Als sich eine wütende Volksmenge vor seinem Haus versammelte, floh er zu seinem Verwandten Wilhelm II. von Straubing-Holland in den Hennegau. Der Transport mit seinen Wertsachen, die ihm nachgeschickt werden sollten, wurde von Parteigängern des Burgunders überfallen, die dabei einen bayerischen Knappen töteten und verstümmelten. Ludwig, dessen erste Frau bereits 1408 gestorben war, kehrte dennoch bald wieder nach Paris zurück, weil er die französische Adlige Katharina von Alençon ehelichen wollte.
Die für den 23. Mai 1413 geplante Heirat hätte Ludwig erneut eine beträchtliche Mitgift eingebracht. Sie musste jedoch verschoben werden, da am Tag zuvor die königliche Residenz von zum Teil bewaffneten Aufständischen (Cabochiens) gestürmt wurde. Ludwig, einige Höflinge und eine Reihe von Hofdamen, insgesamt zwanzig Männer und fünfzehn Frauen, wurden von diesen gefangen genommen. Der Bruder der Königin wurde im Louvre inhaftiert. Während seiner über zweimonatigen Haft wurde er vor allem über die von ihm außer Landes geschafften Schätze befragt, entging aber der Hinrichtung.
Nach seiner Freilassung am 4. August kehrte Ludwig wieder an den französischen Hof zurück. Im Oktober heiratete er Katharina von Alençon. Sein Verhältnis zu Johann von Burgund war jedoch zerrüttet, und so unternahm Ludwig alles, um diesem zu schaden. Im Februar 1415 verließ er Frankreich an der Spitze einer Delegation zum Konzil von Konstanz. Seine zweite Frau Katharina, deren zwei Kinder mit Ludwig früh gestorben waren, ließ er allein zurück. Sie starb 1462 in Paris.

### Attentat in Konstanz

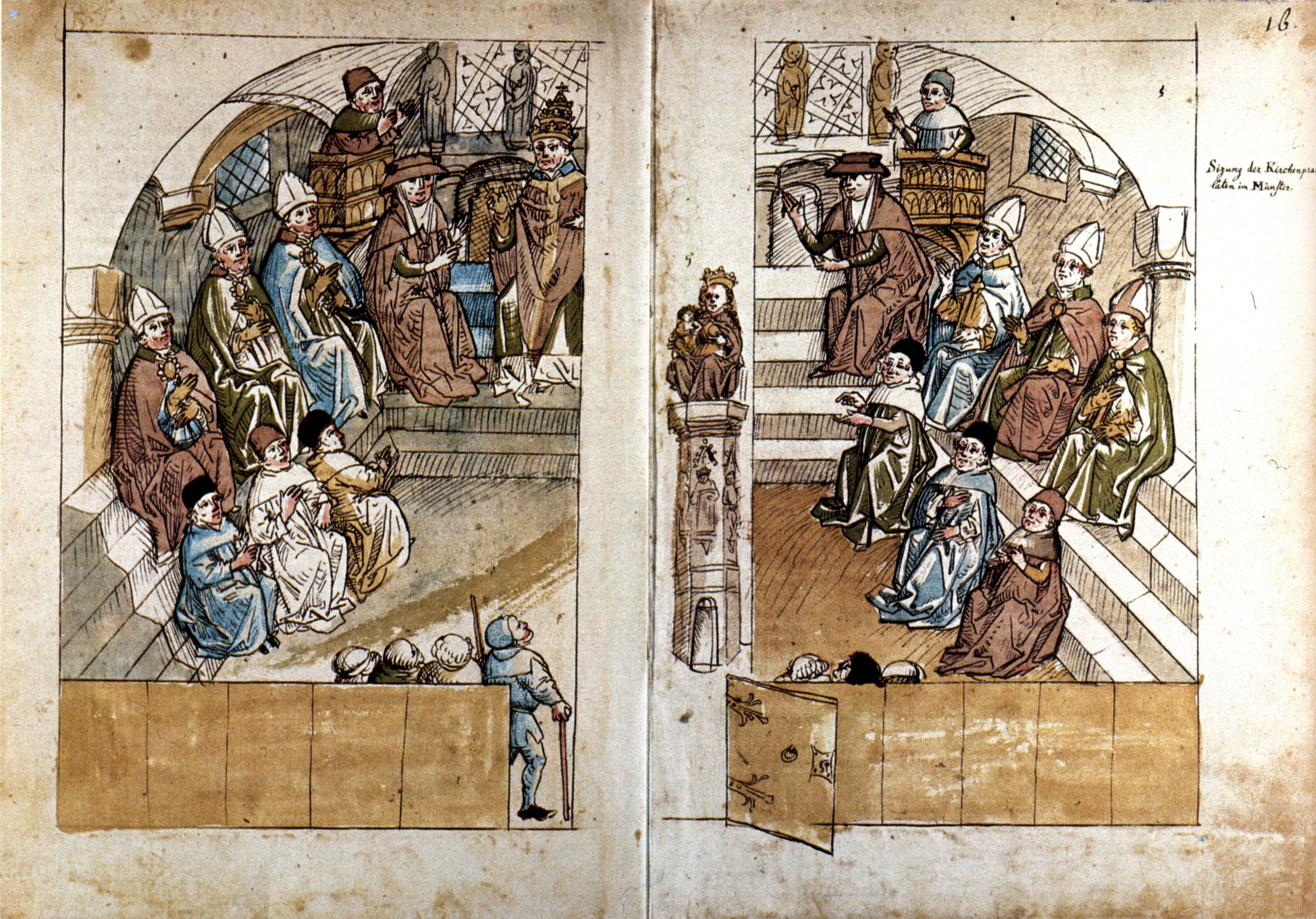
Sitzung des Konzils von Konstanz (aus der Richental-Chronik, um 1460/65)

Da sein Vater Stephan III. schon im September 1413 gestorben war, war Ludwig bereits seit über einem Jahr Herzog von Bayern-Ingolstadt, als er mit großem Gefolge in Konstanz ankam. Selbst der römisch-deutsche König Sigismund begab sich vor die Mauern der Stadt, um den Herzog persönlich zu begrüßen. Auf dem Konzil betrieb Ludwig die Verurteilung der burgundischen These, der Mord an Ludwig von Orléans sei als Tyrannenmord gerechtfertigt gewesen. Die Leitung der französischen Konzilsgesandtschaft war zugleich Höhepunkt und Ende von Ludwigs Arbeit im Dienst der französischen Krone. Seine Tätigkeit in Bayern nahm ihn in den nächsten Jahren zu sehr in Anspruch, als dass er noch einmal nach Frankreich hätte zurückkehren können.
1417 entging Ludwig nur knapp einem Mordanschlag durch seinen Vetter Heinrich von Bayern-Landshut, der am 17. April 1414 zusammen mit anderen Gegnern des Ingolstädters die Kelheimer Sittichgesellschaft gegründet hatte. Ludwig hatte behauptet, Heinrich sei der Sohn eines Kochs, was dieser als tödliche Beleidigung auffasste. Als Ludwig seinen Gegner auch noch als „ainen vergiesser des menschen bluets“ bezeichnete, griff dieser ihn mit fünfzehn Getreuen an und verletzte ihn schwer.

### Der Bayerische Krieg

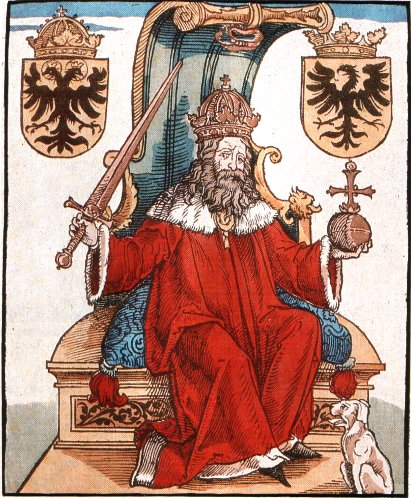
König Sigismund vermittelte einen Waffenstillstand zwischen Ludwig und seinen Feinden (kolorierter Holzschnitt, 1536).

Der Konflikt mit Heinrich, der bereits mit Stephan III. im Streit gelegen hatte, überschattete Ludwigs mehr als dreißigjährige Regierungszeit. Dass Ludwig seinen Widersacher nach dem Mordversuch in Konstanz einen „pluethunt“ (Bluthund) nannte, trug sicher nicht zur Entschärfung des Konflikts bei.
Heinrich XVI., der einer Bestrafung für den Angriff auf Ludwig nur durch die Fürsprache Friedrichs von Brandenburg und seiner Münchener Vettern Ernst und Wilhelm und vor allem durch die Zahlung von 6000 Gulden an König Sigismund entgehen konnte, sann auf Rache. Der Kampf zwischen der von ihm geführten Konstanzer Liga und Ludwig VII. gipfelte 1420–22 im Bayerischen Krieg, der mit der Brandschatzung der Nürnberger Burggrafenfeste durch den Ingolstädter begann und mit seiner Niederlage gegen die Münchener Herzöge in der Schlacht bei Alling endete. Johann III., der seit 1418 als Nachfolger seines verstorbenen Bruders Wilhelm Herzog von Straubing-Holland war und den Ludwig gern auf seiner Seite gehabt hätte, verhielt sich neutral.
Auf Betreiben König Sigismunds, der seine Kräfte auf die Hussiten zu konzentrieren gedachte, wurde am 2. Oktober 1422 unter Vermittlung des Eichstätter Fürstbischofs Johann II. von Heideck in Regensburg ein vierjähriger Waffenstillstand zwischen den verfeindeten Parteien geschlossen. Das Herzogtum Bayern-Ingolstadt wurde zeitweilig einem königlichen Landeshauptmann unterstellt, Ludwig VII. folgte dem König an dessen Hof in Ungarn und Heinrich XVI. wurde zur Unterstützung des Deutschen Ordens nach Litauen geschickt. Ludwig verlegte sich nun wieder auf den Rechtsweg und unterstützte eine Klage gegen Heinrich wegen des Mordversuchs von Konstanz und der Zerstörung der Burg des bayerischen Adligen Kaspar Törring.

### Kampf um Straubing
In der Zwischenzeit war zwischen den wittelsbachischen Linien ein Streit um das Straubinger Ländchen ausgebrochen, das Ludwig als „eltist und wirdigst fürst von Bayrn“ für sich beanspruchte. Herzog Johann III. von Straubing-Holland war am 6. Januar 1425 vergiftet worden. Da er keine männlichen Nachkommen hatte und seine Nichte Jakobäa nur den holländischen Teil des Herzogtums beanspruchte, war das Straubinger Ländchen herrenlos geworden. Ludwig traf sich am 5. Februar in Freising mit Ernst und Heinrich, um über das weitere Vorgehen zu beraten. Es kam jedoch zu keiner Einigung.

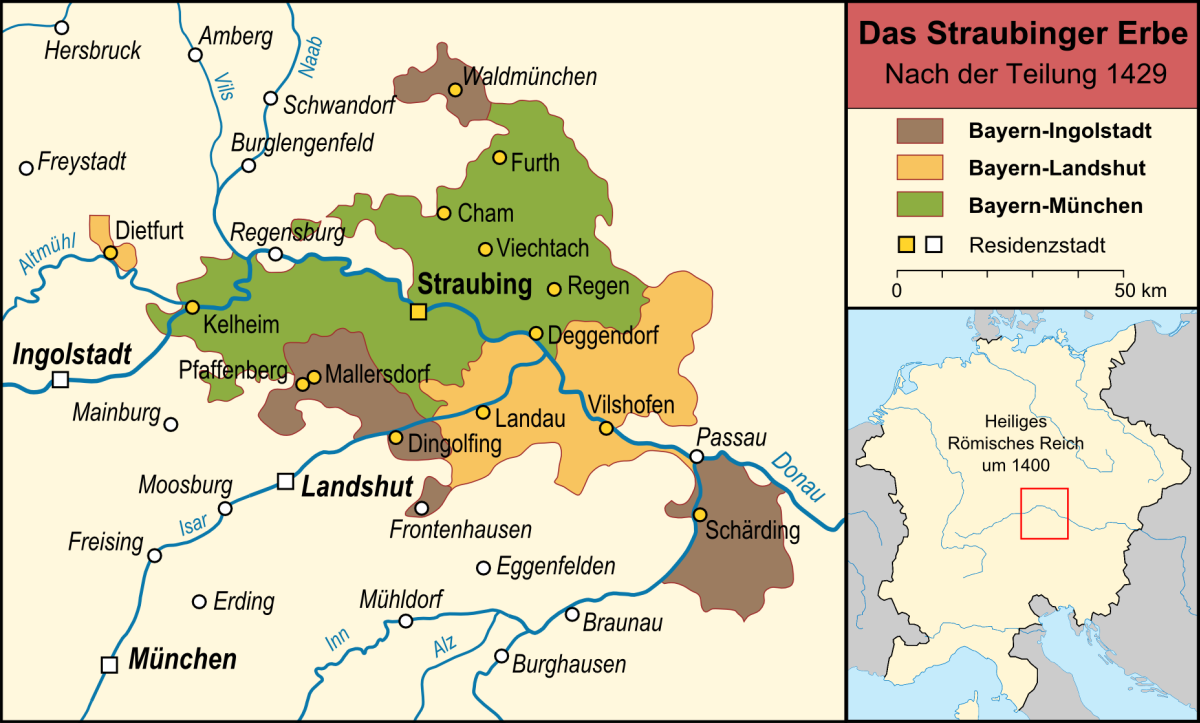
Die Aufteilung von Bayern-Straubing 1429

Als auch noch Albrecht von Österreich das Gebiet für sich beanspruchte und das Ende des Waffenstillstands von 1422 immer näher rückte, griff König Sigismund ein. Im März 1426 legte er Heinrich, Ernst und Wilhelm als Kandidaten für die Übernahme des Straubinger Ländchens fest. Ludwig lehnte diese Entscheidung ab, worauf der König die Angelegenheit seinem Kanzler Konrad von Mainz übertrug. Dessen Urteil wollten sich nun die anderen drei Herzöge nicht beugen. Im Oktober akzeptierte Sigismund schließlich auch Ludwig als Kandidaten für das Straubinger Erbe. Dieser nahm jedoch nicht an der Huldigung der Straubinger Landstände im Januar 1427 teil.
Am 21. Juli übertrug er in Heinrichs Abwesenheit mit Ernst und Wilhelm die endgültige Entscheidung den Landständen, die sie wiederum an das königliche Hofgericht verwiesen. König Sigismund favorisierte zunächst eine Dreiteilung des Straubinger Ländchens, ließ sich jedoch von den Münchener Herzögen zu einer Teilung nach Köpfen überreden. Das Erbe Herzog Johanns wurde im Preßburger Schiedsspruch von 1429 also gevierteilt, wobei zwei Teile an München und je einer an Ingolstadt und Landshut gingen.

### Konflikte zwischen Vätern und Söhnen
Heinrich fühlte sich übervorteilt und konnte erst durch einen Femeprozess zum Einlenken bewegt werden. Am 19. Januar 1434 wurde er vom Freistuhl in Villigst für schuldig befunden und erklärte sich schließlich zu einem Vergleich bereit. Der Konflikt zwischen Ludwig und Heinrich schwelte jedoch weiter. Ein Vermittlungsversuch der Landshuter Stände wurde 1435 von Heinrich unterbunden, bereits im darauffolgenden Jahr kam es wieder zum offenen Krieg zwischen den beiden Herzögen. Auch mit dem Bischof von Passau lag Ludwig im Streit. Er hatte Passauer Untertanen in Schärding und am Königstein zum Befestigungsbau eingesetzt, worauf der Bischof Ludwigs Befestigungen schleifen ließ.

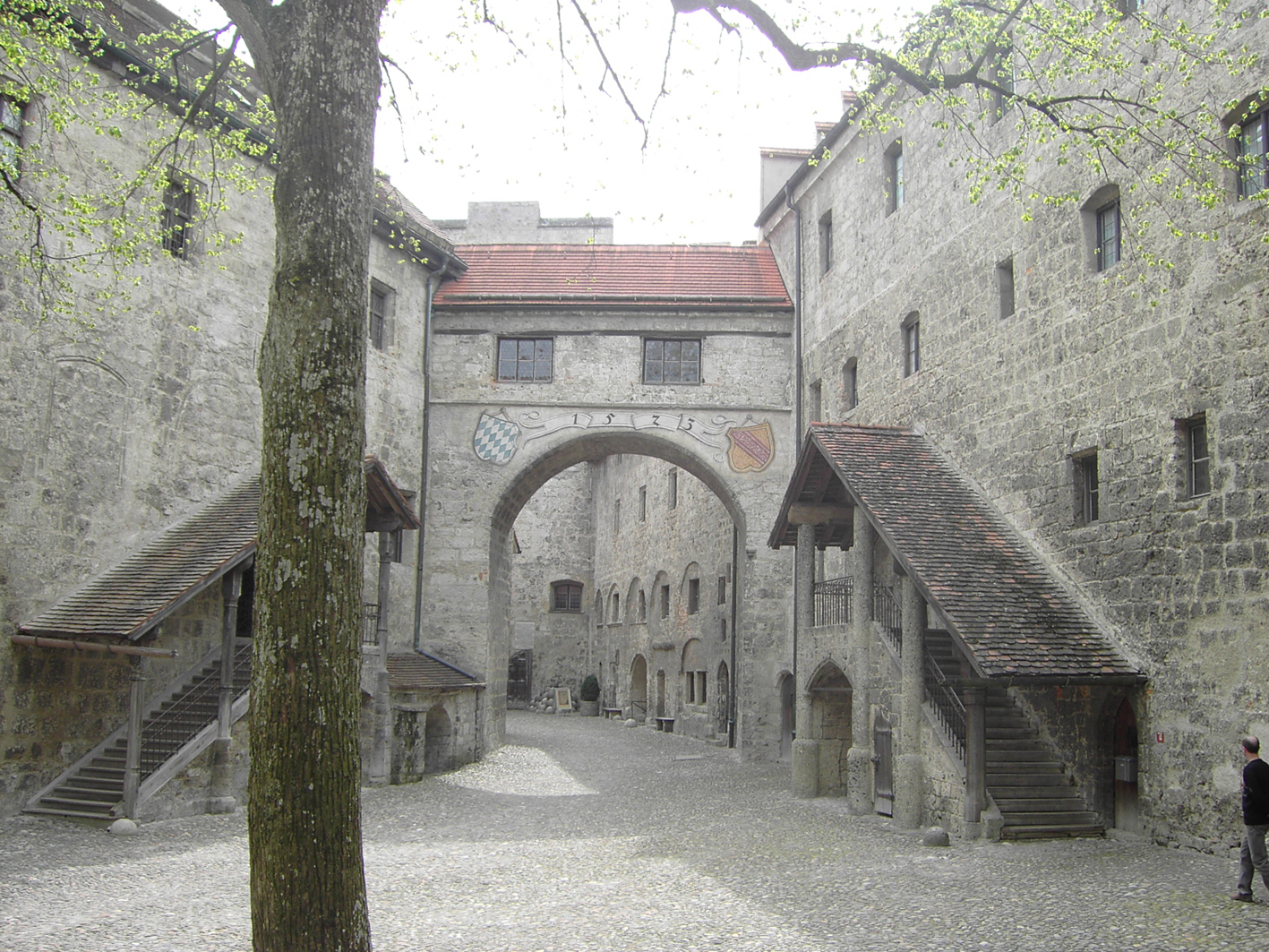
Ludwig wurde von seinem eigenen Sohn gestürzt und in der Burg zu Burghausen gefangengesetzt.

Die Hinrichtung der Baderstochter Agnes Bernauer am 12. Oktober 1435 gab Anlass zu neuerlichen Verstimmungen zwischen den bayerischen Herzögen. Albrecht III., der Sohn Herzog Ernsts, hatte Agnes wohl heimlich geheiratet und damit die Erbfolge in Bayern-München gefährdet. Sein Vater ließ Agnes Bernauer daraufhin bei Straubing in der Donau ertränken, während Albrecht mit Heinrich auf der Jagd war. Albrecht nahm Heinrich dessen Beteiligung an der Affäre übel und schlug sich deshalb auf die Seite von Heinrichs Erzfeind Ludwig. Diese Annäherung zwischen dem Münchener und dem Ingolstädter Herzog blieb allerdings eine Episode, Albrecht söhnte sich schon bald mit seinem Vater und schließlich auch mit Heinrich aus.
Auch Albrechts kurzzeitiger Verbündeter Ludwig geriet bald darauf mit seinem Sohn in Konflikt. 1438 beteiligte sich Ludwig VII. nicht an den Vorbereitungen für einen gesamtbayerischen Landfrieden, wohl aber sein Sohn Ludwig VIII. Die nächsten Jahre waren vom Streit zwischen Vater und Sohn geprägt. Der Eichstätter Fürstbischof Albrecht II. von Hohenrechberg, vom König beauftragt, versuchte zu vermitteln. Ludwig VIII. konnte es seinem Vater offenbar nicht verzeihen, dass dieser ihm seinen 1439 verstorbenen unehelichen Sohn Wieland von Freyberg immer vorgezogen hatte. Die gut gemeinten Ratschläge Ludwigs VII. für seinen gleichnamigen Sohn verhallten ungehört, auch mehrere Reisen seines Rates Sixt Riederer an den Hof König Friedrichs III. 1440 blieben ohne bleibende Auswirkungen. 1443 verbündete sich der jüngere Ludwig schließlich sogar mit Heinrich von Bayern-Landshut und Ludwig VII. zog sich bald nach Neuburg an der Donau zurück.

### Gefangenschaft und Tod
Nach monatelanger Belagerung der Stadt wurde Ludwig VII. am 4. Oktober 1443 in Neuburg an der Donau gefangen genommen. Ludwig VIII. übernahm nun die Regierung in Bayern-Ingolstadt. Er konnte in seiner kurzen Zeit der Alleinregierung die Isolation Ingolstadts überwinden und fand schließlich Unterstützung bei König Friedrich. Nach dem Tod seines Sohnes 1445 wurde Ludwig VII. zuerst an Albrecht Achilles übergeben, dem Bruder seiner Schwiegertochter Margarete. Dieser hielt ihn, um einer Befreiung vorzubeugen, erst in Ansbach in Haft und lieferte ihn dann 1446 gegen eine hohe Zahlung an Heinrich aus. Das Ingolstädter Herzogtum wurde jedoch unterdessen weiter wieder in Ludwigs Namen von Amtsleuten regiert, durch die Gefangenschaft waren seine Gestaltungsmöglichkeiten jedoch eng begrenzt. Er starb schließlich Anfang Mai 1447 als Gefangener seines Landshuter Vetters in der Burg zu Burghausen. Er hätte sich wohl freikaufen können, war jedoch offensichtlich zu stolz gewesen, diese Möglichkeit in Erwägung zu ziehen, und hatte auch  der Ingolstädter Landschaft untersagt, Lösegeld für seine Freilassung zu bezahlen. Bestattet wurde er im Kloster Raitenhaslach bei Burghausen, der Zweitgrablege der Landshuter Linie.

## Bauherr und Kunstmäzen

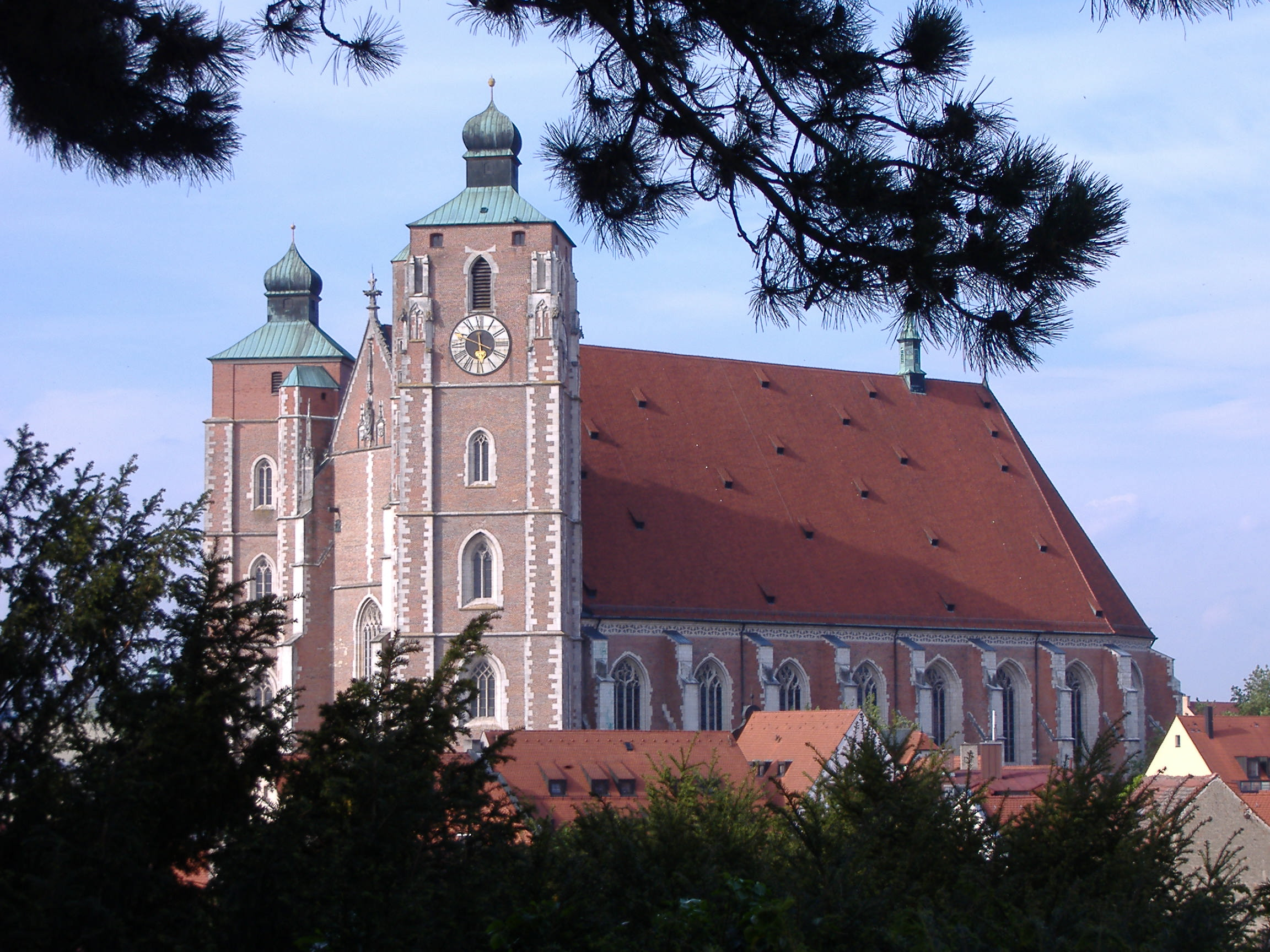
Ludwig legte den Grundstein für das Ingolstädter Münster.

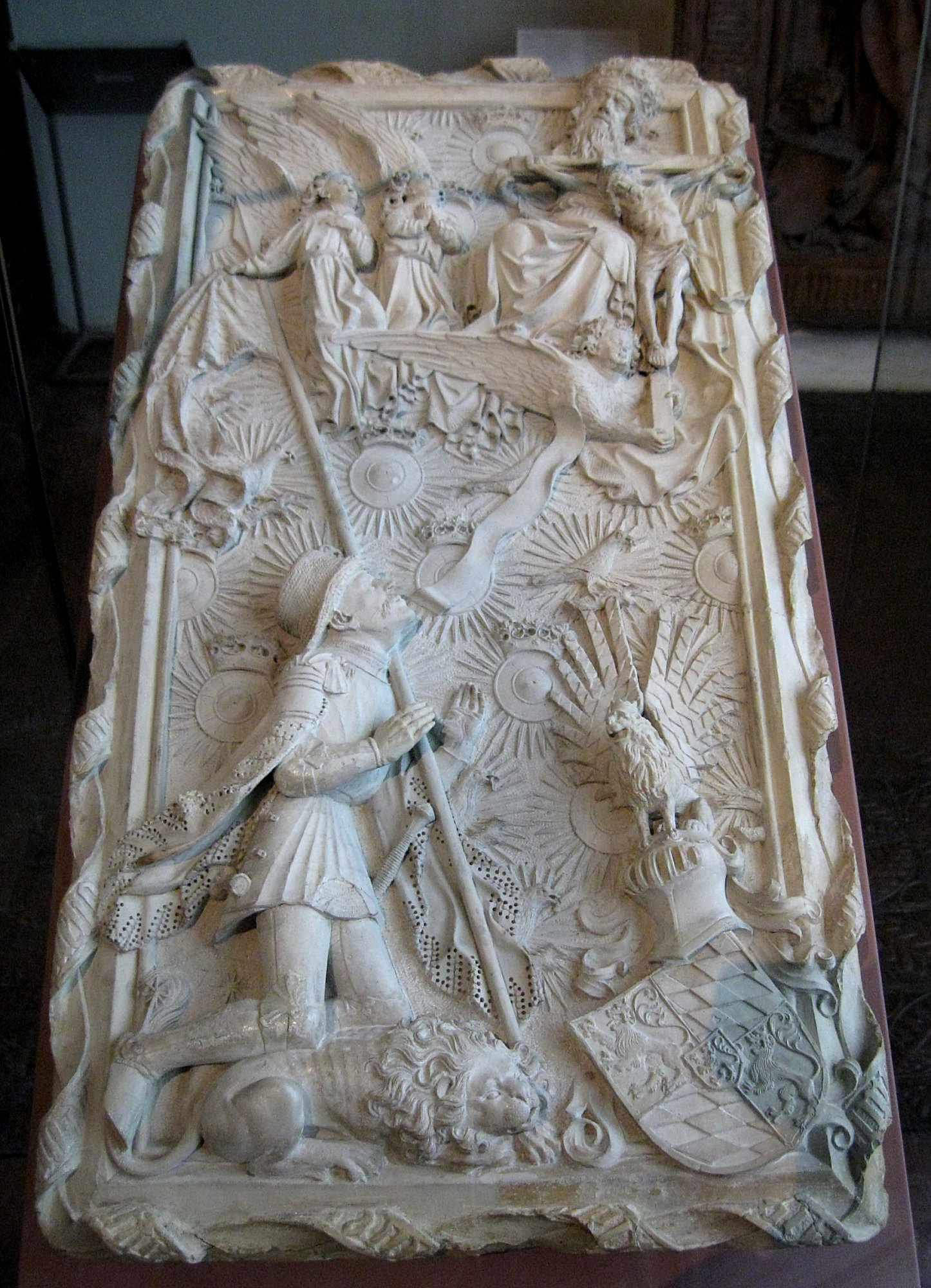
Entwurf für Ludwigs Grabmal (1430, Hans Multscher zugeschrieben)

Bedeutend ist Ludwigs Regierungszeit nicht zuletzt wegen seiner regen Bautätigkeit. So plante er einen neuen Schlossbau in Ingolstadt. Außerdem ließ er 1425 das Münster errichten und stiftete das Pfründehaus, in dem später die Universität untergebracht war. Die dort lebenden Armen sollten für das Seelenheil des Herzogs beten, der in seinen Planungen bis zu 1000 Fürbitter vorsah. Diese wurden aber nach seinem Tod nicht umgesetzt.
Die ständigen Konflikte Ludwigs mit seinen wittelsbachischen Verwandten machten eine bessere Befestigung der von ihm beherrschten Städte erforderlich. Gelegentlich kam er dabei wie in Schärding seinen Nachbarn in die Quere. Nachgewiesen sind Befestigungsmaßnahmen außerdem in Friedberg, Rain am Lech, Kufstein, Wasserburg am Inn, Lauingen und Schrobenhausen. Von besonderer Bedeutung war die Vollendung der neuen Stadtmauern in seinen Residenzstädten Ingolstadt und Neuburg an der Donau. Die neuen Befestigungsanlagen in Neuburg mussten bereits 1440 ihre erste Bewährungsprobe bestehen, als Ludwig von seinem Sohn belagert wurde. Ludwig VIII. musste zunächst erfolglos abziehen, konnte aber drei Jahre später in die Stadt eindringen und seinen Vater gefangen nehmen.

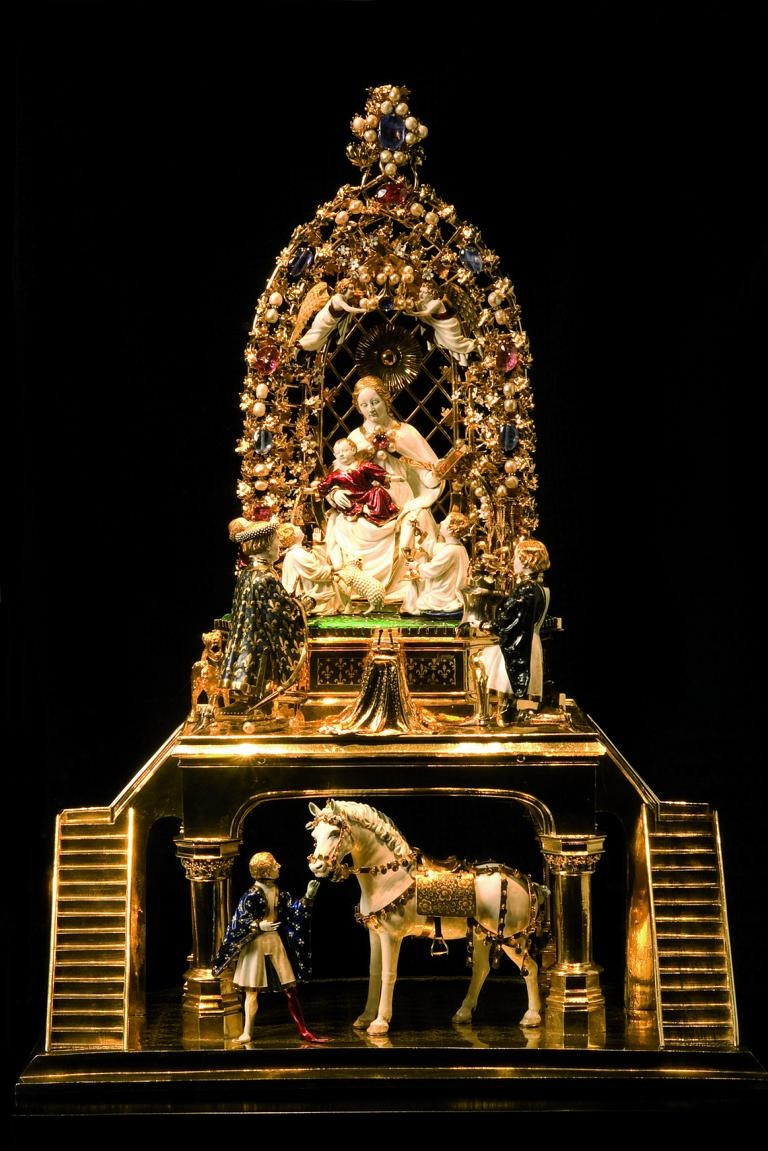
Das „Goldene Rössl“ Frankreich, 1404

Kunsthistorisch herausragend sind die Kleinodien, die Ludwig aus Frankreich nach Bayern geschickt hat. Ihr Wert in damaliger Währung wird auf etwa 100.000 Gulden geschätzt. Sie umfassen unter anderem goldenes und silbernes Tafelgeschirr, Reliquiare aus dem Besitz seiner Gattin Anna von Bourbon und als bedeutendsten Bestandteil die Kleinodien aus dem französischen Kronschatz. Letztere waren sowohl Reserve für finanzielle Notzeiten, in die ein Fürst wie Ludwig leicht geraten konnte, als auch potentielle Gastgeschenke. Neben den zahlreichen Kunstwerken, die er aus Frankreich mitgebracht hatte, gab Ludwig auch selbst Arbeiten in Auftrag. Die nach einem späteren Besitzer so genannte Ottheinrich-Bibel, eine wertvolle Bibelhandschrift, wurde für ihn angefertigt.
Ludwig achtete auch sehr auf seine Außenwirkung. Er passte sein Wappen, in dem sich wittelsbachische und nordspanische Elemente vereinten, immer wieder den Gegebenheiten an. Als Wappentier wählte er spätestens 1413 den St.-Oswalds-Raben. Auch die Bildhauerei war für Ludwig ein wichtiges Mittel der Repräsentation. Ein von ihm selbst entworfenes Grabmal aus rotem Marmor, das jenes seines Verwandten Albrecht II. von Straubing-Holland noch übertreffen sollte, wurde nie fertiggestellt. Der dafür vorgesehene Grabstein blieb unbearbeitet, ein Hans Multscher zugeschriebener Entwurf des Grabreliefs ist allerdings erhalten geblieben.

## Ludwigs Erbe
Mit dem Tod Ludwigs endete die fünfundfünfzigjährige Geschichte des Herzogtums Bayern-Ingolstadt. Fast das gesamte Gebiet einschließlich der Teile des Straubinger Ländchens, die im Preßburger Schiedsspruch 1429 Ingolstadt zugesprochen worden waren, fiel an Ludwigs Erzfeind Heinrich XVI. von Bayern-Landshut. Dieser hatte sich gegen den Willen König Friedrichs III. und ungeachtet der Erbansprüche Albrechts III. von Bayern-München des Ingolstädter Herzogtums bemächtigt und konnte diesen Anspruch auch behaupten. Albrecht konnte sich mit dem Erdinger Vertrag vom 16. Dezember 1450 nur kleine Teile des Erbes sichern: Lichtenberg, Baierbrunn und das Gericht Schwaben verblieben als Ingolstädter Pfandgabe bei Bayern-München. Auch Deggendorf fiel als Landshuter Pfand an Albrecht zurück.

## Ehen und Nachkommen
Herzog Ludwig VII. heiratete am 1. Oktober 1402 in Paris Anna von Bourbon (1380–1408), Witwe Johanns II. von Berry, des Grafen von Montpensier. Deren Eltern waren Johann I., Graf von Marche und Vendôme, und seine Gattin Katharina von Vendôme. Aus der Ehe gingen zwei Söhne hervor:
- Ludwig VIII. der Bucklige (1403–1445) ⚭ 1441 in Ingolstadt Prinzessin Margarete (1410–1465), Tochter des Kurfürsten Friedrich I. von Brandenburg und seiner Gattin Prinzessin Elisabeth von Bayern-Landshut, der Tochter des Herzogs Friedrich von Bayern-Landshut;
- Johann (*/† 1404 in Paris).

In zweiter Ehe heiratete Ludwig am 1. Oktober 1413 in Paris Gräfin Katharina (1395–1462), die Witwe Peters von Navarra, des Grafen von Mortain. Deren Eltern waren Graf Peter II. von Alençon und seine Gemahlin Marie de Chamaillard. Aus der Ehe gingen zwei Kinder hervor, von denen keines das Erwachsenenalter erreichte:
- Johann (1414–1420);
- Anna (1416–1418).

## Stammbaum
| Ludwig der Bayer | Ludwig der Bayer | Ludwig der Bayer | Ludwig der Bayer | Ludwig der Bayer       | Ludwig der Bayer       |                        |                        | Beatrix von Schlesien-Schweidnitz | Beatrix von Schlesien-Schweidnitz | Beatrix von Schlesien-Schweidnitz | Beatrix von Schlesien-Schweidnitz | Beatrix von Schlesien-Schweidnitz  | Beatrix von Schlesien-Schweidnitz  |                                    |                                    | Friedrich III. von Sizilien        | Friedrich III. von Sizilien        | Friedrich III. von Sizilien | Friedrich III. von Sizilien | Friedrich III. von Sizilien | Friedrich III. von Sizilien |                        |                        | Eleonore von Anjou     | Eleonore von Anjou     | Eleonore von Anjou | Eleonore von Anjou | Eleonore von Anjou                | Eleonore von Anjou |  |  | Stefano Visconti | Stefano Visconti | Stefano Visconti | Stefano Visconti | Stefano Visconti | Stefano Visconti |                  |                  | Valentina Doria  | Valentina Doria  | Valentina Doria | Valentina Doria | Valentina Doria | Valentina Doria |                 |                 | Mastino II. della Scala | Mastino II. della Scala | Mastino II. della Scala | Mastino II. della Scala | Mastino II. della Scala | Mastino II. della Scala |                      |                      | Taddea da Carrara    | Taddea da Carrara    | Taddea da Carrara | Taddea da Carrara | Taddea da Carrara | Taddea da Carrara |
| Ludwig der Bayer | Ludwig der Bayer | Ludwig der Bayer | Ludwig der Bayer | Ludwig der Bayer       | Ludwig der Bayer       |                        |                        | Beatrix von Schlesien-Schweidnitz | Beatrix von Schlesien-Schweidnitz | Beatrix von Schlesien-Schweidnitz | Beatrix von Schlesien-Schweidnitz | Beatrix von Schlesien-Schweidnitz  | Beatrix von Schlesien-Schweidnitz  |                                    |                                    | Friedrich III. von Sizilien        | Friedrich III. von Sizilien        | Friedrich III. von Sizilien | Friedrich III. von Sizilien | Friedrich III. von Sizilien | Friedrich III. von Sizilien |                        |                        | Eleonore von Anjou     | Eleonore von Anjou     | Eleonore von Anjou | Eleonore von Anjou | Eleonore von Anjou                | Eleonore von Anjou |  |  | Stefano Visconti | Stefano Visconti | Stefano Visconti | Stefano Visconti | Stefano Visconti | Stefano Visconti |                  |                  | Valentina Doria  | Valentina Doria  | Valentina Doria | Valentina Doria | Valentina Doria | Valentina Doria |                 |                 | Mastino II. della Scala | Mastino II. della Scala | Mastino II. della Scala | Mastino II. della Scala | Mastino II. della Scala | Mastino II. della Scala |                      |                      | Taddea da Carrara    | Taddea da Carrara    | Taddea da Carrara | Taddea da Carrara | Taddea da Carrara | Taddea da Carrara |
|                  |                  |                  |                  |                        |                        |                        |                        |                                   |                                   |                                   |                                   |                                    |                                    |                                    |                                    |                                    |                                    |                             |                             |                             |                             |                        |                        |                        |                        |                    |                    |                                   |                    |  |  |                  |                  |                  |                  |                  |                  |                  |                  |                  |                  |                 |                 |                 |                 |                 |                 |                         |                         |                         |                         |                         |                         |                      |                      |                      |                      |                   |                   |                   |                   |
|                  |                  |                  |                  | Stephan II. von Bayern | Stephan II. von Bayern | Stephan II. von Bayern | Stephan II. von Bayern | Stephan II. von Bayern            | Stephan II. von Bayern            |                                   |                                   |                                    |                                    |                                    |                                    |                                    |                                    |                             |                             | Elisabeth von Sizilien      | Elisabeth von Sizilien      | Elisabeth von Sizilien | Elisabeth von Sizilien | Elisabeth von Sizilien | Elisabeth von Sizilien |                    |                    |                                   |                    |  |  |                  |                  |                  |                  | Bernabò Visconti | Bernabò Visconti | Bernabò Visconti | Bernabò Visconti | Bernabò Visconti | Bernabò Visconti |                 |                 |                 |                 |                 |                 |                         |                         |                         |                         | Beatrice della Scala    | Beatrice della Scala    | Beatrice della Scala | Beatrice della Scala | Beatrice della Scala | Beatrice della Scala |                   |                   |                   |                   |
|                  |                  |                  |                  | Stephan II. von Bayern | Stephan II. von Bayern | Stephan II. von Bayern | Stephan II. von Bayern | Stephan II. von Bayern            | Stephan II. von Bayern            |                                   |                                   |                                    |                                    |                                    |                                    |                                    |                                    |                             |                             | Elisabeth von Sizilien      | Elisabeth von Sizilien      | Elisabeth von Sizilien | Elisabeth von Sizilien | Elisabeth von Sizilien | Elisabeth von Sizilien |                    |                    |                                   |                    |  |  |                  |                  |                  |                  | Bernabò Visconti | Bernabò Visconti | Bernabò Visconti | Bernabò Visconti | Bernabò Visconti | Bernabò Visconti |                 |                 |                 |                 |                 |                 |                         |                         |                         |                         | Beatrice della Scala    | Beatrice della Scala    | Beatrice della Scala | Beatrice della Scala | Beatrice della Scala | Beatrice della Scala |                   |                   |                   |                   |
|                  |                  |                  |                  |                        |                        |                        |                        |                                   |                                   |                                   |                                   |                                    |                                    |                                    |                                    |                                    |                                    |                             |                             |                             |                             |                        |                        |                        |                        |                    |                    |                                   |                    |  |  |                  |                  |                  |                  |                  |                  |                  |                  |                  |                  |                 |                 |                 |                 |                 |                 |                         |                         |                         |                         |                         |                         |                      |                      |                      |                      |                   |                   |                   |                   |
|                  |                  |                  |                  |                        |                        |                        |                        |                                   |                                   |                                   |                                   | Stephan III. von Bayern-Ingolstadt | Stephan III. von Bayern-Ingolstadt | Stephan III. von Bayern-Ingolstadt | Stephan III. von Bayern-Ingolstadt | Stephan III. von Bayern-Ingolstadt | Stephan III. von Bayern-Ingolstadt |                             |                             |                             |                             |                        |                        |                        |                        |                    |                    |                                   |                    |  |  |                  |                  |                  |                  |                  |                  |                  |                  |                  |                  |                 |                 | Taddea Visconti | Taddea Visconti | Taddea Visconti | Taddea Visconti | Taddea Visconti         | Taddea Visconti         |                         |                         |                         |                         |                      |                      |                      |                      |                   |                   |                   |                   |
|                  |                  |                  |                  |                        |                        |                        |                        |                                   |                                   |                                   |                                   | Stephan III. von Bayern-Ingolstadt | Stephan III. von Bayern-Ingolstadt | Stephan III. von Bayern-Ingolstadt | Stephan III. von Bayern-Ingolstadt | Stephan III. von Bayern-Ingolstadt | Stephan III. von Bayern-Ingolstadt |                             |                             |                             |                             |                        |                        |                        |                        |                    |                    |                                   |                    |  |  |                  |                  |                  |                  |                  |                  |                  |                  |                  |                  |                 |                 | Taddea Visconti | Taddea Visconti | Taddea Visconti | Taddea Visconti | Taddea Visconti         | Taddea Visconti         |                         |                         |                         |                         |                      |                      |                      |                      |                   |                   |                   |                   |
|                  |                  |                  |                  |                        |                        |                        |                        |                                   |                                   |                                   |                                   |                                    |                                    |                                    |                                    |                                    |                                    |                             |                             |                             |                             |                        |                        |                        |                        |                    |                    |                                   |                    |  |  |                  |                  |                  |                  |                  |                  |                  |                  |                  |                  |                 |                 |                 |                 |                 |                 |                         |                         |                         |                         |                         |                         |                      |                      |                      |                      |                   |                   |                   |                   |
|                  |                  |                  |                  |                        |                        |                        |                        |                                   |                                   |                                   |                                   |                                    |                                    |                                    |                                    |                                    |                                    |                             |                             |                             |                             |                        |                        |                        |                        |                    |                    | Ludwig VII. von Bayern-Ingolstadt |                    |  |  |                  |                  |                  |                  |                  |                  |                  |                  |                  |                  |                 |                 |                 |                 |                 |                 |                         |                         |                         |                         |                         |                         |                      |                      |                      |                      |                   |                   |                   |                   |